# Random House
Random House — американское книжное издательство, крупнейшее в мире издательство книг в мягкой обложке. Является частью компании Penguin Random House, которая принадлежит немецкому медиа-конгломерату Bertelsmann.

## История
Издательство Random House было основано в 1927 году Беннеттом Серфом и Дональдом Клопфером, через два года после того, как они приобрели у издателя Горацио Ливерита импринт Modern Library, занимавшийся репринтами классических литературных произведений. Серфу приписывается цитата: «Мы просто решили, что собираемся опубликовать несколько книг наугад» (англ. We just said we were going to publish a few books on the side at random), что и дало название издательству. В 1934 году они опубликовали первое в англоязычном мире официальное издание романа Джеймса Джойса «Улисс».

«Улисс» действительно стал началом Random House. … За следующие два десятилетия Random House превратилось в солидное издательство. В 1936 году оно поглотило фирму Smith and Haas — Роберт Хаас стал третьим партнером, пока не вышел на пенсию и не продал свою долю обратно Беннетту и Дональду в 1956 году, — что принесло им таких авторов, как Фолкнер, Исак Динесен, Андре Мальро, Роберт Грейвс и Жан де Брюнофф, написавший детские книги про Бабара. Random House также наняло легендарных редакторов Гарри Маула, Роберта Линскотта и Саксен Комминс, и они привели с собой таких авторов, как Синклер Льюис и Роберт Пенн Уоррен.

Random House начало печать справочной литературы в 1947 году, издав словарь American College Dictionary, за которым в 1966 году последовал первый полный словарь. В октябре 1959 года компания Random House стала публичной, с ценой 11,25 доллара за акцию. Этот шаг побудил другие издательские компании, такие как Simon & Schuster, также стать публичными. В 1960 и 1961 году Random House приобрело американские издательства А. Кнопф, Inc. и Pantheon Books соответственно; эти импринты, обладающие независимыми редакциями, продолжают публиковать такие произведения, такие как «Библиотека для каждого», серия репринтов классической литературы. В 1965 году RCA купила Random House в рамках стратегии диверсификации. В 1973 году Random House приобрело издательство книг в мягких обложках Ballantine Books. В 1980 году RCA продала Random House компании Advance Publications. В 1988 году компания Random House приобрела издательство Crown Publishing Group. Также в 1988 году компания McGraw-Hill Education приобрела подразделение Random House, отвечающее за печать литературы для школ и колледжей.

### Приобретение Bertelsmann
В 1998 году компания Bertelsmann AG купила издательство Random House и объединила его с Bantam Doubleday Dell, после чего издательство вышло на международный рынок. В 1999 году Random House приобрело Listening Library, издательство, специализирующееся на детских аудиокнигах.
в 2001 году вице-председателем Random House стала Филлис Э. Гранн. Гранн была генеральным директором Putnam, и под её руководством доход этого издательства вырос с 10 млн долларов в 1976 году до более чем 200 млн долларов к 1993 году, причём без увеличения числа печатаемых наименований. Издательский инсайдер прокомментировал, что тогдашний CEO Питер Олсон: «…вместо того, чтобы покупать компанию, он купил человека».
В период финансового кризиса 2007—2008 годов издательский сектор сильно пострадал из-за слабых розничных продаж. В мае 2008 года генеральный директор Random House Питер Олсон ушел в отставку, и его заменил Маркус Доул. К октябрю того же года Doubleday, подразделение Random House, объявило об увольнении 16 человек, или около 10 % сотрудников. В начале декабря, многие издательства, включая Random House, предприняли шаги по реструктуризации своих подразделений и увольнению сотрудников, что стало известно в издательских кругах как «Чёрная среда». В результате реорганизации были созданы три подразделения — Random House Publishing Group, Knopf Doubleday Publishing Group и Crown Publishing Group. Директором редакции Dial Press и главным редактором импринтов Random House была назначена Сьюзан Кэмил, подчинявшаяся Джине Сентрелло, президенту Random House Publishing Group. Произошли увольнения в Doubleday (ныне часть издательской группы А. Кнопф), а Dial Press, Bantam Dell и Spiegel & Grau были переведены из Doubleday в Random House.
Random House также имеет подразделение Random House Studio по производству развлекательной продукции для кино и телевидения; одним из его релизов в 2011 году стал фильм «Один день». Компания также создаёт сюжетный контент для видеоигр, социальных сетей в Интернете и мобильных платформ. Она является одним из крупнейших англоязычных издателей, наряду с группой, ранее известной как «Большая шестерка», а теперь как «Большая пятёрка».

### Слияние с Penguin
В октябре 2012 года компания Bertelsmann вступила в переговоры с конкурирующим конгломератом Pearson plc о возможности объединения их издательских компаний, Random House и Penguin Group. Слияние завершилось 1 июля 2013 года, и была образована новая компания — Penguin Random House. На момент основания Bertelsmann владела 53 % совместного предприятия, а Pearson — 47 %. В июле 2017 года Pearson продала 22 % своих акций Bertelsmann, а с апреля 2020 года издательство полностью находится во владении компании Bertelsmann. На момент объединения компании совместно контролировали 25 % книжного бизнеса, имея более чем 10 000 сотрудников и 250 независимых импринтов; их общая годовая выручка составляла около 3,9 млрд долларов. Стремление к объединению было вызвано желанием получить действенный инструмент для противостояния Amazon.com и для борьбы с сокращением книготорговли.
В октябре 2018 года Penguin Random House объединила два своих самых известных издательских подразделения: Random House и Crown Publishing Group. По словам Мэдлин Макинтош, исполнительного директора Penguin Random House US, эти две подразделения «продолжат сохранять свою издательскую индивидуальность».

## Организация

### Штаб-квартира
Главный офис издателя в США расположен по адресу: 1745 Бродвей, Манхэттен, в здании Penguin Random House Tower высотой 210 м, построенном в 2009 году и занимающем всю западную сторону квартала между Западной 55-й улицей и Западной 56-й улицей. В вестибюле установлены застеклённые книжные шкафы от пола до потолка, заполненные книгами, выпущенными многочисленными изданиями компании.

### Международные отделения
Random House, Inc. имеет несколько независимо управляемых дочерних компаний по всему миру.
Random House Group — одна из крупнейших книгоиздательских компаний Великобритании со штаб-квартирой в Лондоне. В группу входят пять издательских компаний: Cornerstone Publishing, Vintage Publishing, Ebury Publishing, Random House Children’s Publishers UK и Transworld Publishers, а также более 40 разнообразных импринтов. Её дистрибьюторское отделение обслуживает собственные издательства, а также 60 других британских издательств. Архив и библиотека Random House находятся в Рашдене в Нортгемптоншире.
Random House Group также имеет филиалы в Австралии, Новой Зеландии, Южной Африке (как совместное предприятие под названием Random House Struik) и Индии. В Австралии офисы находятся в Сиднее и Мельбурне. В Новой Зеландии офис находится в Гленфилде, Окленд, а индийская штаб-квартира Random House находится в Нью-Дели.
Компания Verlagsgruppe Random House была основана после приобретения Bertelsmann в 1998 году компании Random House. Она сгруппировала немецкие импринты (до этого работавшей как Verlagsgruppe Bertelsmann) под новым названием; до апреля 2020 года она юридически не была частью всемирной компании Penguin Random House, являясь вместо этого дочерней компанией Bertelsmann, но де-факто возглавлялась тем же руководством. Это второе по величине книжное издательство в Германии с более чем 40 импринтами, в числе которых исторические издательства Goldmann и Heyne Verlag, а также C. Bertelsmann, издательство, из которого в конечном итоге эволюционировала сегодняшняя Bertelsmann SE & Co. KGaA. Штаб-квартира Verlagsgruppe Random House находится в Мюнхене (с дополнительными офисами в Гютерсло (где находится штаб-квартира Bertelsmann), Кёльне и Асларе). В ней работает около 850 человек и издаётся около 2500 наименований в год. После создания Penguin Random House в 2015 году для немецкого рынка была основана компания Penguin Verlag (не имеющая юридической связи с Penguin Books) как часть Verlagsgruppe Random House. С обретением Bertelsmann полного контроля над Penguin Random House в апреле 2020 года Verlagsgruppe Random House была реинтегрирована с основной компанией Penguin Random House.
Penguin Random House Grupo Editor — испаноязычное подразделение Random House, ориентированное на рынки Испании и испаноязычной Америки. Штаб-квартира находится в Барселоне, а офисы — в Аргентине, Чили, Колумбии, Мексике, Уругвае и США. С 2001 по ноябрь 2012 года компания была совместным предприятием с итальянским издателем Mondadori (Random House Mondadori). После того, как Bertelsmann приобрела долю Mondadori в JV, название было временно сохранено на четыре месяца. Среди испаноязычных авторов, публиковавшихся в Penguin Random House Grupo, такие имена, как Роберто Боланьо, Хавьер Мариас, Марио Варгас Льоса и Гильермо Арриага.
Random House of Canada была основана в 1944 году как канадский дистрибьютор Random House Books. В 1986 году компания учредила собственную издательскую программу для коренных жителей Канады, которая стала одной из самых успешных в истории Канады. До января 2012 года ей принадлежало 25 % акций McClelland & Stewart, а остальные 75 % контролировались Торонтским университетом. Сейчас она является единственным владельцем McClelland & Stewart.
Takeda Random House Japan была основана в мае 2003 года как совместное предприятие компаний Kodansha и Random House. В 2009 году Random House закрыла совместное предприятие. 14 декабря 2012 года компания объявила о банкротстве.
В 2006 году Random House инвестировала в Random House Korea. В 2010 году Random House продала свою долю. 
В апреле 2010 года компания объявила, что управляющий директор Random House Australia Марджи Сил возьмёт на себя обязанности по изучению и оценке потенциальных возможностей для бизнеса в Азии.